# Universalrechner
Ein universeller Rechner, auch kurz Universalrechner oder Allzweckrechner genannt, ist eine Rechenmaschine (Computer), welche nicht für einen speziellen Zweck gebaut wurde, sondern vielerlei Probleme durch mathematische oder allgemeiner durch algorithmische Berechnungen lösen kann. Oft wird der Begriff gebraucht in Zusammenhang mit Alan Turings Modell der Berechenbarkeit (siehe auch Turingmaschine). Demnach ist ein Universalrechner ein potenziell Turing-vollständiger Rechner, das heißt, er wäre Turing-vollständig, wenn er einen unendlich großen Speicher hätte.

## Geschichte
Die ersten Rechner dieser Art (also erstmals frei programmierbar, siehe auch Von-Neumann-Architektur) füllten noch ganze Hallen oder Säle und wurden entsprechend Großrechner genannt. Spätestens ab etwa 1976 (mit dem Apple I) waren derartige Rechner auch klein genug um als Heimrechner zu dienen und zudem erschwinglich genug um von einer breiteren Bevölkerung genutzt werden zu können. Ab etwa 1992 waren selbst Handys (später auch Smartphones genannt) und Armbanduhren (nach deren Digitalisierung und entsprechender Erweiterung auch Smartwatches genannt) in der Lage, nahezu jede beliebige Berechnung auszuführen.

## Belege
1. ↑  Christoph Dernbach: Informatikgeschichte: Der erste Universalrechner war streng geheim. In: Forschung & Lehre. 14. Februar 2021, abgerufen am 27. Dezember 2024.
2. ↑  Heiko Wohlgemuth: Universalrechner. In: Techniklexikon auf Virenschutz.info. Abgerufen am 8. Dezember 2023.